# Біла Річка
Бі́ла Річка — село Верховинського району Івано-Франківської області. Входить до складу Білоберізької сільської громади.

## Географія
На південному заході від села струмок Грамотний Малий впадає у річку Грамітний.

## Історія
24 серпня 1991 року село в складі незалежної України.
2 жовтня 2015 року шляхом об'єднання Білоберізької, Устеріківської та Хороцівської сільських рад село увійшло до Білоберізької сільської громади.
12 червня 2020 року, відповідно до Розпорядження Кабінету Міністрів України  № 714-р «Про визначення адміністративних центрів та затвердження територій територіальних громад Івано-Франківської області», увійшло до складу Білоберізької сільської громади.
19 липня 2020 року, в результаті адміністративно-територіальної реформи та ліквідації Верховинського району, село увійшло до складу новоутвореного Верховинського району.
22 вересня 2020 року в селі відбулось освячення храму єпископом ПЦУ Юліаном.

## Населення
Згідно з переписом УРСР 1989 року чисельність наявного населення села становила 273 особи, з яких 137 чоловіків та 136 жінок.
За переписом населення України 2001 року в селі мешкали 162 особи. 100 % населення вказало своєю рідною мовою українську.